# Andreas Kasper
Andreas Kasper (* 10. Mai 1975 in Hannover) ist ein deutscher Jurist und Kommunalpolitiker. Kasper ist Vorsitzender der CDU-Fraktion im Kreistag des Kreises Lippe. Von 2008 bis 2010 war er Verbandsvorsteher des Landesverbandes Lippe.

## Ausbildung
Kasper studierte Rechts- und Politikwissenschaften in Göttingen, Genf und Lausanne und legte 2000 das erste juristische Staatsexamen ab. 1996 wurde er Mitglied der Studentenverbindung Société d’Étudiants Germania Lausanne. Stationen seines Referendariats waren u. a. das Landgericht Bielefeld und die Deutsche Hochschule für Verwaltungswissenschaften Speyer. In den Jahren 2000 bis 2002 erwarb er an der University of Wales den Abschluss MBA. Außerdem besitzt er einen LL.M. in Steuerrecht.  2003 bestand er das Zweite Staatsexamen.
2004 wurde er an der Universität Göttingen mit einer Arbeit zum Thema Sozialsponsoring promoviert. Erstgutachter war Axel Freiherr von Campenhausen, Zweitgutachter Jürgen Costede. Dieser Doktorgrad wurde Kasper im Juni 2009 von der Universität Göttingen nach der Überprüfung von Plagiatsvorwürfen aberkannt.

## Berufstätigkeit
Ab 2004 arbeitete Kasper zunächst als persönlicher Referent des Hauptgeschäftsführers beim Städte- und Gemeindebund Nordrhein-Westfalen. Von Dezember 2006 bis September 2008 war Kasper im niedersächsischen Ministerium für Soziales, Frauen, Familie und Gesundheit tätig, u. a. als Referatsleiter und Büroleiter der Ministerin Mechthild Ross-Luttmann. Im Juni 2008 wurde Kasper für acht Jahre zum Verbandsvorsteher des Landesverbandes Lippe gewählt und im Mai 2010 im Zuge einer Plagiatsaffäre um seine Doktorarbeit wieder abgewählt. Seit den Kommunalwahlen in Nordrhein-Westfalen 2009 sitzt Kasper für die CDU im Kreistag des Kreises Lippe. Außerdem war er als dessen Vertreter für die Landschaftsversammlung Westfalen-Lippe nominiert, trat dieses Amt jedoch nicht an. Nach der Kommunalwahl 2014 wurde er Fraktionsvorsitzender der CDU.

## Wirken als Verbandsvorsteher
In Kaspers Amtszeit realisierte der Landesverband 2009 den Beitrag zum ortsübergreifenden (Detmold, Kalkriese, Haltern) Ausstellungsprojekt „2000 Jahre Varusschlacht“ im Lippischen Landesmuseum unter dem Titel „Mythos“. Weitere Maßnahmen waren die Fusion der Theologischen Bibliothek der Lippischen Landeskirche mit der Lippischen Landesbibliothek Detmold sowie eine Vereinbarung mit dem Kreis Lippe über weitere Kulturaufgaben: Der Landesverband übernahm vom Kreis Anteile am Weserrenaissance-Museum im Schloss Brake und der Nordwestdeutschen Philharmonie sowie den Jugendkulturring; im Gegenzug gab der Verband seinen Anteil an dem defizitären Betrieb des Naherholungszentrums Schiedersee GmbH an den Kreis Lippe ab.
Kasper bereitete die Einrichtung von Info-Zentren am Hermannsdenkmal und den Externsteinen vor. Als Aufsichtsratsvorsitzender der Staatsbad Meinberg GmbH stieß er die Umgestaltung des Thermal-Mineralbades in Bad Meinberg und des Kurgastzentrums im historischen Kurpark sowie die Übertragung der Betriebsführung an einen privaten Dienstleister an.

## Plagiatsaffäre
2008 fanden Wissenschaftler der Deutschen Hochschule für Verwaltungswissenschaften in Speyer in Kaspers Dissertation eine Reihe von abgeschriebenen Stellen, die nicht als Zitat gekennzeichnet waren. Die Universität Göttingen entschied im Juni 2009, Kasper den Doktorgrad abzuerkennen, nachdem sie Kaspers Dissertation als Plagiat bewertet hatte.
Zusätzlich leitete die Staatsanwaltschaft Göttingen ein Strafverfahren wegen Verstoßes gegen das Urheberrechtsgesetz ein. Dabei berief sie sich auf ein besonderes öffentliches Interesse an der Strafverfolgung, da Kasper ein hohes Amt bekleide. Im Januar 2010 wurde gegen Kasper ein Strafbefehl in Höhe von 90 Tagessätzen (9.000 Euro) erlassen, gegen den er keinen Einspruch erhob. Ein Verfahren wegen weiterer Plagiate für Beiträge in Fachzeitschriften stellte die Staatsanwaltschaft in Detmold im Juni 2010 gegen Zahlung einer Geldbuße von 10.000 Euro ein.

### Abwahl
Infolge der Affäre verlor Kasper im Mai 2010 sein Amt als Verbandsvorsteher. Einen Rücktritt hatte er mit der Begründung, der Doktorgrad sei keine Voraussetzung seiner Wahl zum Verbandsvorsteher gewesen, abgelehnt. Eine Entlassung durch den nordrhein-westfälischen Innenminister auf dienstrechtlichem Wege hatte dieser abgelehnt. Daraufhin wählte ihn die Verbandsversammlung des Landesverbands Lippe einstimmig ab.

## Schriften
- Sozialsponsoring. Eine rechtliche Bewertung unter besonderer Berücksichtigung des Sponsorings kirchlicher Werke und Einrichtungen (= Schriften zum Staatskirchenrecht, 22). Lang, Frankfurt 2004, ISBN 3-631-53040-4.
- Kommunale Steuern. Grundlagen des Gemeindesteuerrechts (alle Bundesländer). Kohlhammer/Deutscher Gemeindeverlag, Stuttgart 2006, ISBN 978-3-555-01377-0.